# Демир Хисар
Демир Хисар (мкд. Демир Хисар, Железнец, Мургашево; тур. Demir Hisar — „Гвоздена тврђава” или „Железна тврђава”) је град у Северној Македонији, у југозападном делу државе. Демир Хисар је седиште истоимене општине, као и области под истим називом.

## Географија
Град Демир Хисар је смештен у југозападном делу Северне Македоније. Од најближег већег града, Битоља град је удаљен 28 km северозападно, а од главног града Скопља 160 km јужно.
Рељеф: Демир Хисар је средиште истоимене историјске области. Насеље је положено у горњем току Црне реке, на приближно 650 m надморске висине. Западно од насеља издиже се Плакенска планина, а источно планина Дрвеник.
Клима у Демир Хисару је континентална.
Воде: Кроз Демир Хисар тече речица, притока Црне реке.

## Историја
Подручје Демир Хисара је било насељено још од праисторије. Међутим, данашњи град је релативно младо насеље. Тако је у 19. веку Демир Хисар био невелико село под називом Мургашево, насељено албанским живљем.
1912. године Демир Хисар се са околином припаја Краљевини Србији, касније Југославији. Развој данашњег градског насеља почиње 1946. године, када се седиште општине премешта из Лопатице у тадашње Мургашево, које добија нови назив.
Од 1991. године град је у саставу Северне Македоније.

## Становништво
По последњем попису становништва из 2021. године град Демир Хисар (Мургашево) је имао 2.431 становника.
| Национални састав према попису из 2021.‍ | Национални састав према попису из 2021.‍ | Национални састав према попису из 2021.‍ | Национални састав према попису из 2021.‍ | Национални састав према попису из 2021.‍ |
| --------------------------------------- | --------------------------------------- | --------------------------------------- | --------------------------------------- | --------------------------------------- |
|                                         |                                         |                                         |                                         |                                         |
| Македонци                               | Македонци                               |                                         | 2.281                                   | 93,8%                                   |
| Албанци                                 | Албанци                                 |                                         | 39                                      | 1,6%                                    |
| непописани                              | непописани                              |                                         | 69                                      | 2,8%                                    |

Претежна вероисповест месног становништва је православље.

## Спорт
Спорт у општини је слабо развијен и у њој је активно само неколико фудбалских клубова који играју у општинској лиги.

## Галерија
- Поглед на град
- Улаз у Демир Хисар
- Главна градска улица
- Фудбалско игралиште